# Göran Björkman
Karl Jakob Göran Linus Björkman, född den 14 augusti 1860 i Hargs socken, död den 22 december 1923, var en svensk översättare.
Björkman blev filosofie doktor 1894 och förste aktuarie i Kommerskollegium 1912. År 1913 blev han sekreterare i Samfundet De Nio och förblev så fram till sin död. 
Björkman översatte från franska, spanska, italienska, portugisiska och tyska, däribland Ekon från Portugals parnass (1899) och Italiensk lyrik (1906). Hans doktorsavhandling vid Uppsala universitet 1894 behandlade den portugisiske skalden Anthero de Quental.
Göran Björkman tillhörde släkten Björkman (från Hille). Han var son till Knut Fredrik Linus Björkman som var kronofogde i Alunda och hans första hustru Laura Petronella Valborg Sundeman. Han gifte sig 1899 med Ebba Johanna Maria Frey (1865–1939).

## Skrifter (urval)
- Polemiska sonetter (Upsala, 1882)
- Idyller (Uppsala: Universalbibl., 1887)
- Anthero de Quental: ett skaldeporträtt (Lundequistska bokhandeln, 1894)

## Översättningar (urval)
- François Coppée: Österländska berättelser (Upsala: Universalbibl:s exped., 1884)
- Friedrich Bodenstedt: Mirza-Schaffys sånger: med en prolog (Bonniers, 1884)
- Sully Prudhomme: Dikter (Bille, 1889)
- Giuseppe Giacosa: Ett parti schack: dramatisk legend på vers i en akt (Bille, 1891)
- Genljud från Hesperien: dikter af samtida spanska skalder (1892–1897)
- Ur Portugals samtida diktning: poetiska öfversättningar (Lundequistska bokhandeln, 1894–1895)
- Ekon från Portugals parnass: poetiska öfversättningar (Fritzes, 1899)
- Italiensk lyrik: dikter af samtida skalder (Fritzes, 1906)
- Manoel de Oliveira Lima: Brasiliens litteratur (föredrag öfversatt och med flera diktprof tillökadt af Göran Björkman) (Fritzes, 1911)

## Priser och utmärkelser
- 1896 – Letterstedtska priset för översättningar för tolkningar av spansk och portugisisk lyrik